# Stanislas-Louis-Amédé de Bessey de Contenson
Stanislas-Louis-Amédé de Bessey de Contenson, francoski general, * 1882, † 1959.